# Rhinella justinianoi
Rhinella justinianoi е вид земноводно от семейство Крастави жаби (Bufonidae). Видът е световно застрашен, със статут Уязвим.

## Разпространение
Разпространен е в Боливия.